# Jurij Isdryk

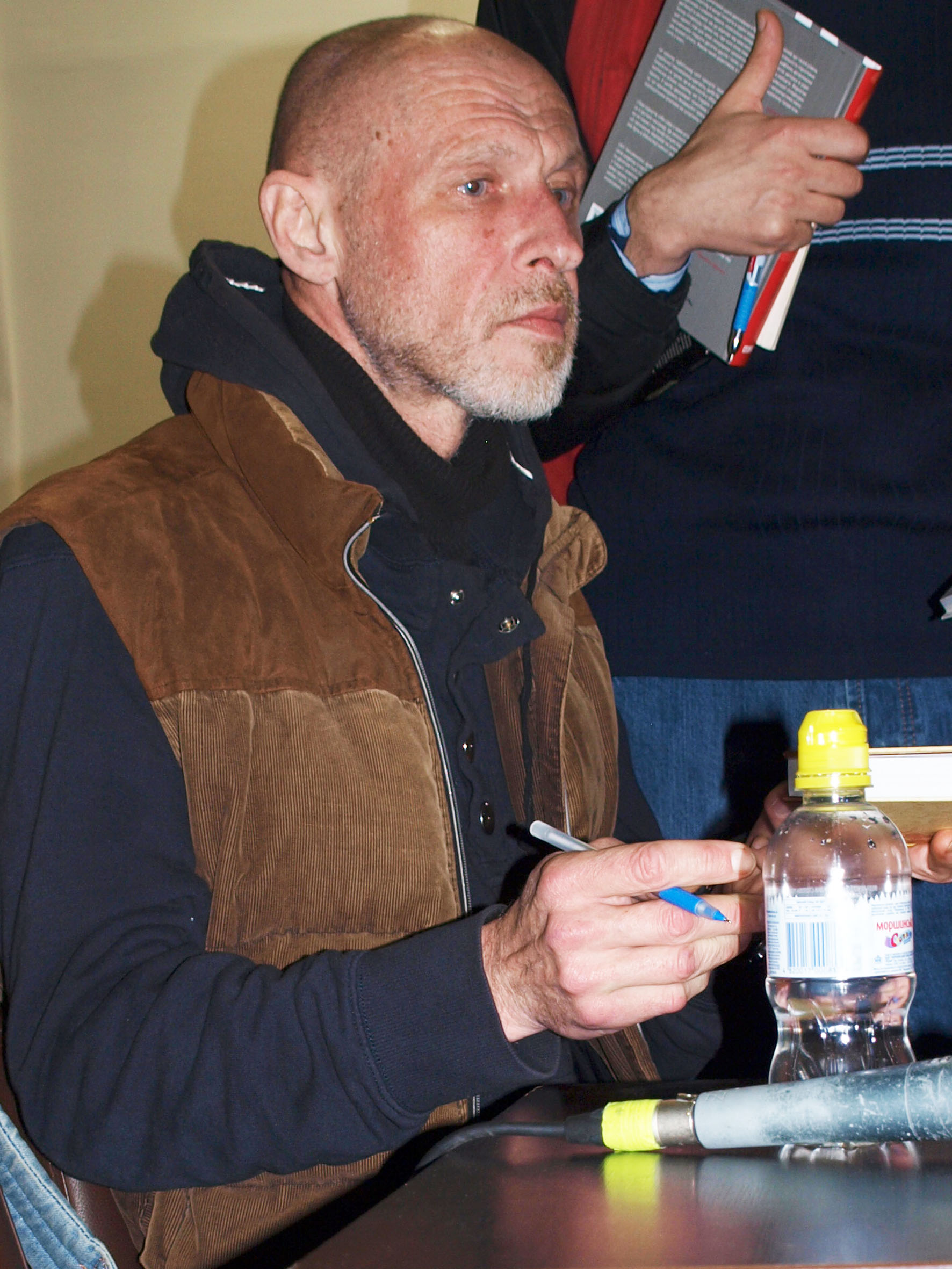
Jurij Isdryk 2016 in Kiew

Jurij Romanowytsch Isdryk (ukrainisch Юрій Романович Іздрик/ wissenschaftliche Transliteration Jurij Romanovyč Izdryk; * 16. August 1962 in Kalusch, Ukrainische SSR) ist ein ukrainischer Schriftsteller, Kulturwissenschaftler und Herausgeber der legendären Literatur-Zeitschrift Tschetwer (zu Deutsch Donnerstag).

## Leben
Jurij Isdryk kam in der ukrainischen Stadt Kalusch in der Oblast Iwano-Frankiwsk zur Welt. Bereits als Kind liebte er die Literatur und versuchte sich in Poetik. Im Alter von 14 Jahren schrieb sein erstes Gedicht und in der Musikschule erlernte er Klavier und Cello spielen.
Später studierte Isdryk Ingenieurwesen an der Nationalen Polytechnischen Universität in Lwiw und beteiligte sich dort am kulturellen Leben. Er spielte in einer Rock-Band und nahm an verschiedenen Theateraufführungen teil.
Nach seinem Universitätsabschluss 1984 arbeitete er als Ingenieur in Iwano-Frankiwsk und zwischen 1986 und 1990 an einem Institut in Kalusch. Hier lebt er bis heute.
In den späten 1980er Jahren hat sich der Schriftsteller aktiv am künstlerischen Leben beteiligt: er nahm an zahlreichen offiziellen und inoffiziellen Kunstveranstaltungen und Ausstellungen teil. Ein Zusammentreffen zwischen Isdryk und Jurij Andruchowytsch im Jahr 1990 mündete in einer andauernden Freundschaft und einer jahrelangen Zusammenarbeit der beiden Schriftsteller. Isdryk gehört zu dem so genannten „Stanislauer Phänomen“ und zur ukrainischen Postmoderne.
Jurij Isdryk konnte sich lange Zeit nicht zwischen Musik, Kunst und Literatur entscheiden. Aktuell (2016) konzentriert er sich auf die Musik, wobei er weiterhin in einer Redaktion arbeitet, Bilder malt und sie auf internationalen und nationalen Ausstellungen präsentiert sowie Bücher mit Gedichten veröffentlicht, die sich durch ein ausgefeiltes Metaphernspiel auszeichnen. Nicht nur in seiner Arbeit als Grafikdesigner pflegt er intensiven Kontakt mit den Autorinnen und Autoren der nächsten Generation, die er auf ihrem Weg bis hin zu Vorworten ihrer Romane begleitet.
Wie der Vater so ist auch der Sohn Jurij Isdryks im Bereich der Musik als auch in den Medien (bei Hromadske Radio) tätig.